# Благовещенская церковь (Кудара)
Благовещенская церковь — приходской православный храм в селе Кудара Кабанского района Бурятии. Принадлежит Улан-Удэнской епархии Бурятской митрополии Русской православной церкви. Церковь возведена в 1793—1799 годы «при Байкал-море в Кударинской слободе». Один из памятников русской архитектуры XVIII века в Прибайкалье.

## История
В 1728—1729 годах епископ Иркутский Иннокентий (Кульчицкий) благословил строительство деревянного церкви.
В 1736 году епископ Иркутский и Нерчинский Иннокентий (Нерунович) благословил строительство нового каменного здания церкви.
Каменный храм воздвигли в 1793—1799 годы.

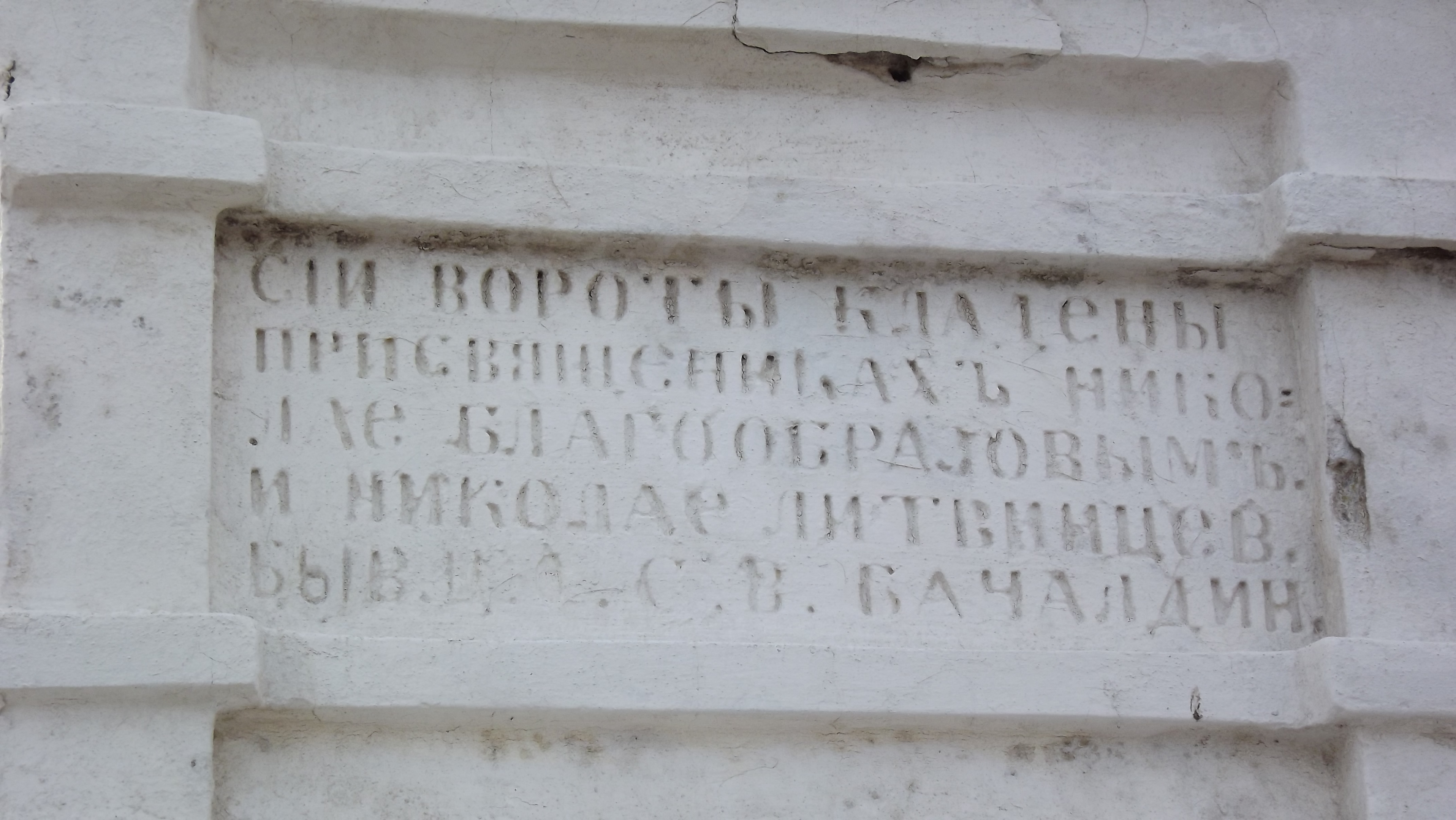
Надпись на ограде

В 1814 году (?1818 г.) состоялось освящение церкви.
В храме три придела: главный Благовещенский, два других придела — во имя Иоанна Крестителя и великомученицы Екатерины.
Церковь возведена из кирпича на бутовых фундаментах. Фасады оштукатурены.
Трапезная и служебные помещения перекрыты кирпичными сводами.
Главный купол лишь в нижней трети кирпичный. Выше люнетов форма восьмиугольного сомкнутого свода сохраняется, но конструкция бревенчатая, рубленная из горизонтальных венцов. Вместо
традиционных полукружий в основании свода с четырёх сторон врезаются треугольные фронтончики с люнетами.

«Сии вороты клал М. Филип Ермаков в 1…92 г.»— Надпись на торцах главных ворот ограды церкви.
В 1938 году Благовещенская церковь была закрыта. Первоначально переоборудована в сельский клуб, позже в склад.
Приход был возобновлён 9 июня 1997 года. В 2002 году, к 300-летию села Кудара, храм был частично восстановлен.

## Галерея

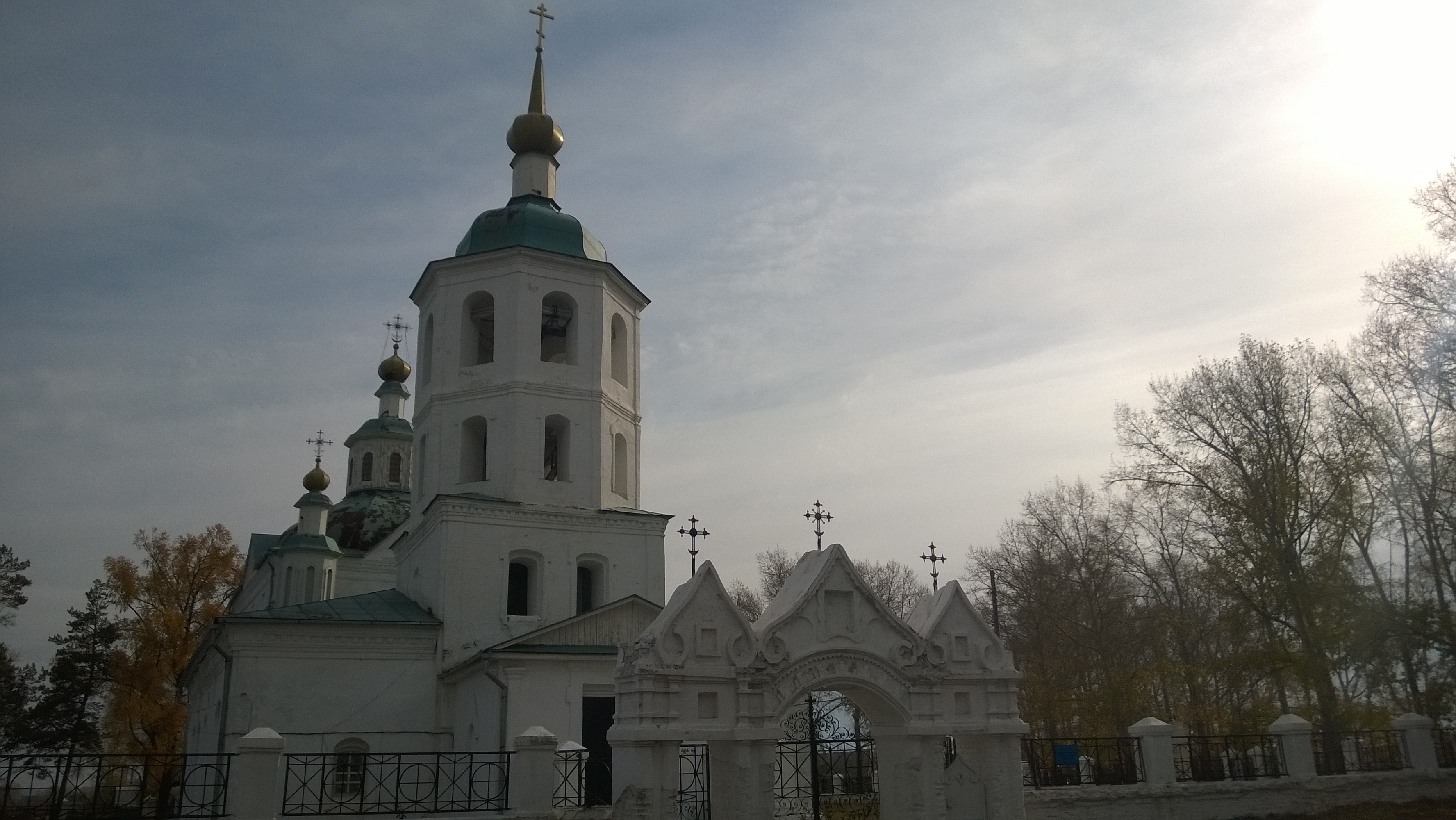
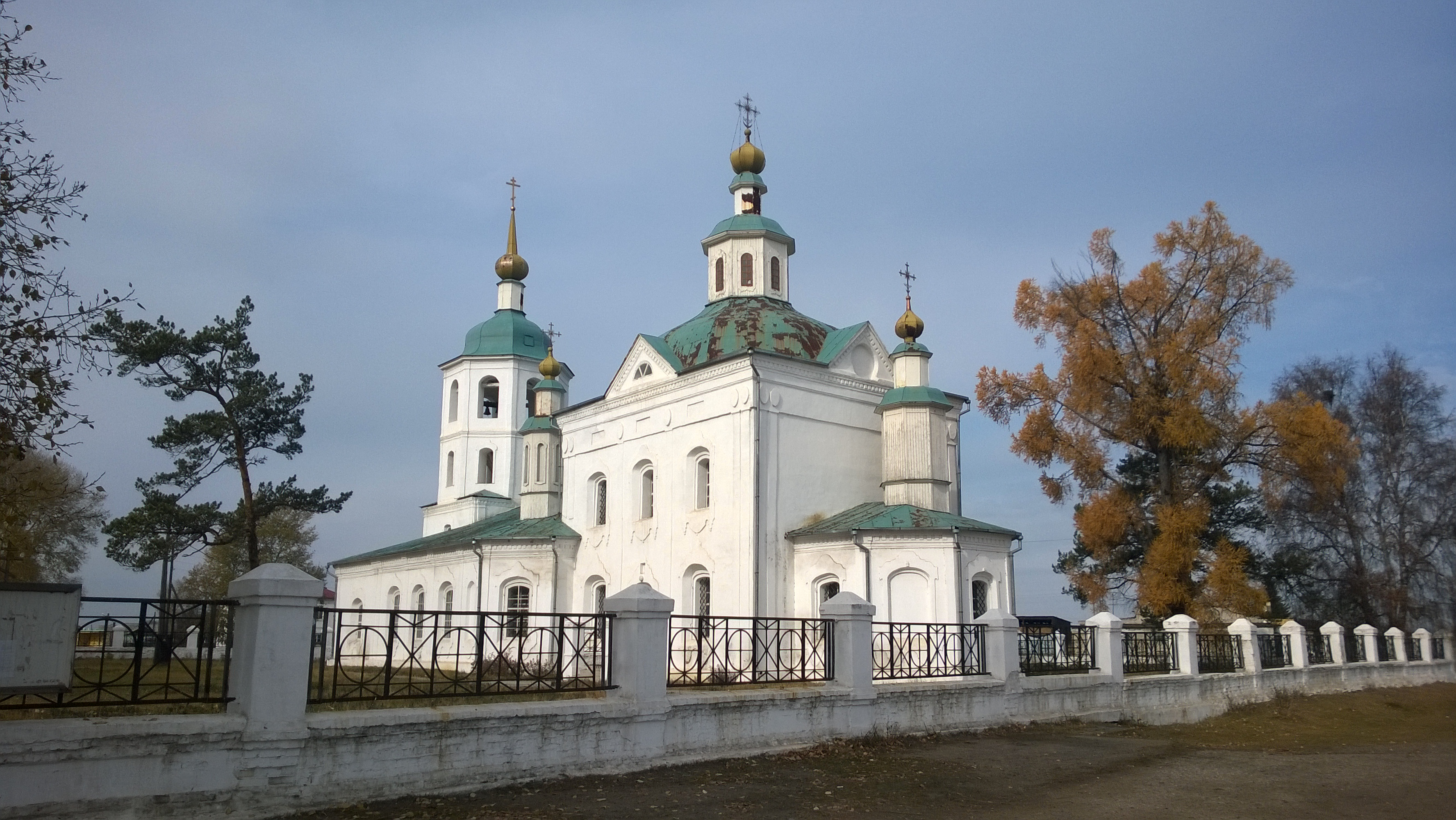
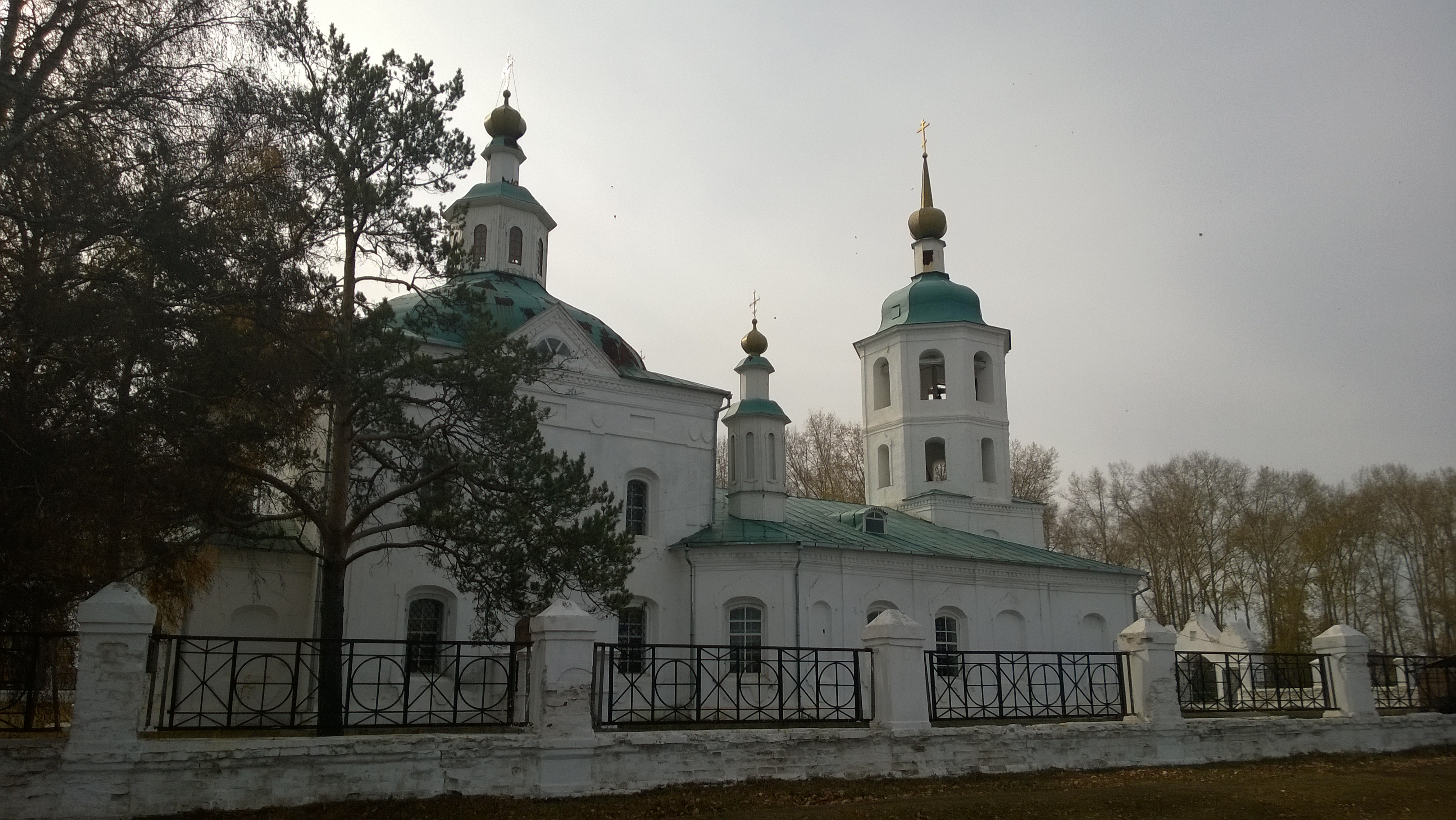